# Alf Jacobsen
Alf Kristian Bruun Jacobsen (Moss, 14 de junho de 1885 — Oslo, 29 de maio de 1948) foi um velejador norueguês, campeão olímpico. Ele competiu nos Jogos Olímpicos de Verão de 1920 na classe 8 Metre e conquistou a medalha de ouro na disputa realizada segundo as regras de 1907 a bordo do Irene com Carl Ringvold, Thorleif Holbye, Kristoffer Olsen e Tellef Wagle.